# Społeczność Chrześcijańska „Centrum” w Lublinie
Społeczność Chrześcijańska „Centrum” w Lublinie – zbór Kościoła Chrystusowego w RP działający w Lublinie.
Pastorem zboru jest Marek Charis. Nabożeństwa odbywają się przy ul. Skłodowskiej 3 każdej niedzieli o godz. 10:30.

## Charakterystyka
Zasady wiary oparte są wyłącznie na naukach Biblii, zgodnie z zasadą sola scriptura. Społeczność odwołuje się również do bogatej tradycji duchowej kościołów poreformacyjnych, które swą genezą sięgają korzeni i wartości szesnastowiecznej reformacji. W Kościele obowiązuje maksyma autorstwa św. Augustyna: „w zasadach jedność, w opiniach wolność, we wszystkim miłość”. Oznacza to, iż członkowie Społeczności podzielają wspólne zasady wiary, charakterystyczne dla ewangelikalnego nurtu protestantyzmu, choć w sprawach drugorzędnych mają prawo do własnych opinii.

## Historia
Początki zboru sięgają niezarejestrowanej Wspólnoty „Hosanna”, powstałej w Lublinie w 1993 dzięki działalności misyjnej prowadzonej przez Kurta Kulę z amerykańskiej Wspólnoty Chrześcijańskiej „Golgota” i składającej się z członków związanych wcześniej z ruchem charyzmatycznym w kościele rzymskokatolickim oraz pentekostalizmem. Od 1999 funkcję jej pastora pełnił Marek Kiełbus. W grudniu 2001 zdecydowano o jej wejściu w skład Kościoła Zborów Chrystusowych, co oficjalnie nastąpiło 1 stycznia 2002, kiedy to została przekształcona w stację misyjną podległą zborowi Chrześcijańska Społeczność w Warszawie. Liczyła wówczas około 30 wiernych i spotykała się w wynajmowanej sali.
12 lipca 2002 decyzją Kolegium Pastorów zasiadającego w Ostródzie, stacja misyjna została przekształcona w samodzielny zbór pod nazwą Chrześcijańska Społeczność „Hosanna”.
Dewizą zboru było hasło: „Wierni Bogu, przyjaźni ludziom”. Prowadził on współpracę z władzami miejskimi oraz z organizacjami pozarządowymi. Do ich wspólnych działań należały między innymi: Kościół Uliczny, Wózki dla Świata i Hosannowa Akademia Kreatywności. Był również organizatorem konferencji międzynarodowych, jak Biznes z Misją i Polsko-Amerykańskie Spotkania Biznesowe. Prowadził wydarzenia ewangelizacyjne i kulturalne: Wieczory Chwały i Tatary Art Festiwal. Udzielał też wsparcia skierowanego do międzynarodowych grup studenckich w Lublinie poprzez platformę Nauka z Misją oraz ICF. Angażował się ponadto w misję w Afryce Wschodniej poprzez pracę organizacji Charis Mission.
31 października 2007 Społeczność „Hosanna” zorganizowała wspólne obchody Święta Reformacji w Lublinie. Oprócz projekcji filmu o Marcinie Lutrze, uczestnicy mogli wziąć udział w panelu dyskusyjnym pt. „Wpływ Reformacji na współczesne dylematy wiary”.
W 2019 podjęta została decyzja o połączeniu Wspólnoty „Hosanna” i należącego do Kościoła Zielonoświątkowego w RP zboru „Kościół Centrum”. Oficjalnie do scalenia tych jednostek doszło we wrześniu 2020, kiedy utworzyły one nową Społeczność Chrześcijańską „Centrum”, pozostającą w strukturach Kościoła Chrystusowego w RP.

## Działalność
Kościół spotyka się na cotygodniowych nabożeństwach w niedzielę o godz. 10:30, które trwają przeciętnie 1,5 godziny. Nabożeństwa nie opierają się na sztywnej liturgii i są otwarte na nowe pomysły. Istnieją cztery zasadnicze elementy każdego nabożeństwa: uwielbienie, które prowadzi zespół muzyczny (wierni śpiewają radosne pieśni na chwałę Boga – zarówno tradycyjne, jak i nowoczesne – przy akompaniamencie różnych instrumentów muzycznych: gitary, keyboard, bębny); komunia, czyli pamiątka Wieczerzy Pańskiej pod postaciami chleba i wina; kazanie wygłoszone na podstawie Biblii oraz modlitwy – zarówno wspólne, jak i indywidualne. Podczas nabożeństwa organizowane są w ramach Szkółki Niedzielnej zajęcia edukacyjno-rekreacyjne dla dzieci w trzech grupach wiekowych (0-3; 4-8; 9-14). Po nabożeństwie chętni mogą kontynuować nieformalnie społeczność w ramach spotkania przy kawie, herbacie i ciastku. Oprócz regularnych nabożeństw, wierni spotykają się także w ramach grup domowych, podczas których czytają wspólnie Biblię, modlą się i rozmawiają na różne tematy. 
Wspólnota współpracuje także z amerykańską organizacją „Joni & Friends”, której celem jest pomoc osobom niepełnosprawnym, dystrybucja sprzętu rehabilitacyjnego i wózków inwalidzkich.
Począwszy od 2006 lubelska Społeczność organizuje inicjatywy kulturalne znane jako proCOOLtura, których celem jest ukazanie Boga poprzez różne środki artystycznego wyrazu. W ramach projektu odbywają się projekcje filmów (m.in. Jezus, Luter), warsztaty, spektakle oraz koncerty muzyki chrześcijańskiej (m.in. Tomka Żółtko). Młodzież „Centrum” angażuje się w działania Chrześcijańskiego Stowarzyszenia Akademickiego oraz Slot Art Festiwalu. Prowadzone są cotygodniowe spotkania młodzieżowe. Przy zborze działa również młodzieżowy zespół muzyczny, który prowadzi uwielbienie podczas nabożeństw Kościoła.
Dwa razy do roku Społeczność Chrześcijańska „Centrum” organizuje wyjazdy integracyjne do różnych zakątków Polski (dotychczas: Roztocze, Pojezierze Łęczyńsko-Włodawskie, Beskidy), łączących zajęcia rekreacyjno-sportowe z czasem społeczności, czy uwielbiania Boga. Co pewien czas odbywają się również spotkania dla mężczyzn i dla kobiet. 
Społeczność prowadzi ewangelizację w ramach Kościoła Ulicznego. Współpracuje też z misjonarzem Ronaldem Gabrielsenem.